# Nyssodrysternum freyorum
Nyssodrysternum freyorum es una especie de escarabajo longicornio del género Nyssodrysternum, tribu Acanthocinini, subfamilia Lamiinae. Fue descrita científicamente por Gilmour en 1963.

## Descripción
Mide 5,6-6 milímetros de longitud.

## Distribución
Se distribuye por Trinidad y Tobago y Venezuela.